# Paramonopsyllus
Paramonopsyllus är ett släkte av loppor. Paramonopsyllus ingår i familjen fågelloppor.
Kladogram enligt Catalogue of Life:
| Paramonopsyllus | \| \| Paramonopsyllus desertus \| \| \| \| \| \| Paramonopsyllus scalonae \| \| \| \| |
|                 | \| \| Paramonopsyllus desertus \| \| \| \| \| \| Paramonopsyllus scalonae \| \| \| \| |
|                 | Paramonopsyllus desertus                                                              |
|                 |                                                                                       |
|                 | Paramonopsyllus scalonae                                                              |
|                 |                                                                                       |